# Arthur Housman
Arthur Housman, noto anche erroneamente in Italia come Arthur Housemann (New York City, 10 ottobre 1889 – Los Angeles, 8 aprile 1942), è stato un attore statunitense.

## Biografia
Cominciò la sua carriera d'attore ancora nell'era del muto; negli anni dieci entrò a far parte della compagnia Edison, fondando successivamente una propria compagnia teatrale.
Housman viene ricordato soprattutto per aver interpretato sullo schermo, in buona parte dei suoi corto e lungometraggi, il ruolo dell'ubriaco. La parte dell'ubriacone diventò la sua caratteristica fondamentale, anche nelle numerose commedie che girò insieme alla coppia Stan Laurel e Oliver Hardy.
Housman morì a causa di una polmonite all'età di 52 anni. Venne sepolto nel cimitero nazionale di Los Angeles.

## Filmografia parziale
- Everything Comes to Him Who Waits, regia di C.J. Williams – cortometraggio (1912)
- The Jam Closet – cortometraggio (1912)
- Two Knights in a Barroom, regia di C.J. Williams (1912)
- Jim's Wife (1912)
- Apple Pies (1912)
- What Happened to Mary?, regia di Charles Brabin - serial (1912)
- Marjorie's Diamond Ring, regia di C.J. Williams (1912)
- Mary in Stage Land, regia di Harold M. Shaw (1912)
- An Old Fashioned Elopement, regia di C.J. Williams  (1912)
- A Queen for a Day, regia di C.Jay Williams  (1912)
- The Office Boy's Birthday, regia di Charles M. Seay – cortometraggio (1913)
- On the Lazy Line, regia di C. Jay Williams – cortometraggio (1914)
- A Story of Crime, regia di C. Jay Williams – cortometraggio (1914)
- The Beautiful Leading Lady, – cortometraggio  regia di C. Jay Williams (1914)
- The Sultan and the Roller Skates, regia di C.J. Williams – cortometraggio (1914)
- The Vision in the Window, regia di C.J. Williams – cortometraggio (1914)
- In High Life, regia di C. Jay Williams – cortometraggio (1914)
- A Lady of Spirits, regia di C.J. Williams – cortometraggio (1914)
- When the Men Left Town, regia di C.J. Williams – cortometraggio (1914)
- The Voice of Silence, regia di Richard Ridgely – cortometraggio (1914)
- The Basket Habit, regia di C. Jay Williams – cortometraggio (1914)
- The Revengeful Servant Girl, regia di C.J. Williams – cortometraggio (1914)
- Qualifying for Lena, regia di C. Jay Williams – cortometraggio (1914)
- A Canine Rival, regia di C.J. Williams – cortometraggio (1914)
- Something to Adore, diretto da C.J. Williams – cortometraggio (1914)
- The Gilded Kidd, regia di C.J. Williams – cortometraggio (1914)
- The Buxom Country Lass, regia di C.J. Williams – cortometraggio (1914)
- A Village Scandal, regia di Charles M. Seay – cortometraggio (1914)
- The Blue Coyote Cherry Crop, regia di Ashley Miller – cortometraggio (1914)
- Post No Bills, regia di C.J. Williams – cortometraggio (1914)
- Love by the Pound, regia di C.J. Williams – cortometraggio (1914)
- Seth's Sweetheart, regia di Charles Ransom (1914)
- Wood B. Wedd and the Microbes, regia di C.J. Williams – cortometraggio (1914)
- Porgy's Bouquet, regia di C. Jay Williams – cortometraggio (1913)
- Getting to the Ball Game, regia di Charles H. France – cortometraggio (1914)
- Wood B. Wedd Goes Snipe Hunting, regia di  C.J. Williams – cortometraggio (1914)
- It's a Bear – cortometraggio (1914)
- A Matter of High Explosives, regia di Charles Ransom – cortometraggio (1914)
- The Courtship of the Cooks, regia di Charles Ransom – cortometraggio (1914)

- Lodgings for Two, regia di Charles Ransom (1915)
- A Sport of Circumstances, regia di Will Louis – cortometraggio (1915)
- Pennington's Choice, regia di William Bowman (1915)
- The Idle Rich, regia di Charles Ransom (1915)
- The Gods of Fate, regia di Jack Pratt (1916)
- Brown of Harvard, regia di Harry Beaumont (1918)
- Under Suspicion, regia di Will S. Davis (1918)
- Toby's Bow, regia di Harry Beaumont (1919)
- The End of the Road, regia di Edward H. Griffith (1919)
- The Gay Lord Quex, regia di Harry Beaumont (1919)
- The Flapper, regia di Alan Crosland (1920)
- The Blooming Angel, regia di Victor Schertzinger (1920)
- The Misleading Lady, regia di George Irving e George Terwilliger (1920)
- Nearly Spliced, regia di J.C. Miller – cortometraggio (1921)
- Is Life Worth Living?, regia di Alan Crosland (1921)
- The Fighter, regia di Henry Kolker (1921)
- The Way of a Maid, regia di William P.S. Earle (1921)
- La signorina divorziata (Why Announce Your Marriage?), regia di Alan Crosland (1922)
- Love's Masquerade, regia di William P.S. Earle (1922)
- Under the Red Robe, regia di Alan Crosland (1923)
- Nellie, the Beautiful Cloak Model, regia di Emmett J. Flynn (1924)
- Maschietta (Manhandled), regia di Allan Dwan (1924)
- Follie (The Coast of Folly), regia di Allan Dwan (1925)
- Thunder Mountain, regia di Victor Schertzinger (1925)
- The Desert's Price, regia di W. S. Van Dyke (1925)
- Sangue indiano (Braveheart), regia di Alan Hale (1925)
- The Bat, regia di Roland West (1926)
- Una maschietta tutto pepe (Rough House Rosie), regia di Frank R. Strayer (1927)
- Broadway, regia di Pál Fejös (1929)
- Il richiamo (Song of Love), regia di Erle C. Kenton (1929)
- Francesina (Alias French Gertie), regia di George Archainbaud (1930)
- Piano coi piedi (Feet First), regia di Clyde Bruckman (1930)
- Afraid to Talk, regia di Edward L. Cahn (1932)
- Ospiti inattesi (Scram!), regia di Raymond McCarey (1932)
- Il fantasma stregato (The Live Ghost), regia di Charley Rogers (1934)
- Gelosia (The Fixer-Uppers), regia di Charley Rogers (1935)
- Allegri gemelli (Our Relations), regia di Harry Lachman (1936)
- Step Lively, Jeeves!, regia di Eugene Forde (1937)
- I diavoli volanti (The Flying Deuces), regia di A. Edward Sutherland (1939)